# Lipówki (rejon dokszycki)
Lipówki (biał. Ліпаўкі; ros. Липовки) – wieś na Białorusi, w obwodzie witebskim, w rejonie dokszyckim, w sielsowiecie Królewszczyzna.
Dawniej używana nazwa to Lipówka.

## Historia
W czasach zaborów w granicach Imperium Rosyjskiego.
W dwudziestoleciu międzywojennym wieś leżała w Polsce, w województwie wileńskim, w powiecie dziśnieńskim, w gminie Dokszyce, następnie w gminie Porpliszcze.
Według Powszechnego Spisu Ludności z 1921 roku zamieszkiwało tu 248 osób, wszystkie były wyznania prawosławnego. Jednocześnie 5 mieszkańców zadeklarowali polską przynależność narodową, a 243 białoruską. Było tu 38 budynków mieszkalnych. W 1931 w 51 domach zamieszkiwało 259 osób.
Miejscowość należała do parafii rzymskokatolickiej w Zaszcześlach i prawosławnej w Porpliszczach. Podlegała pod Sąd Grodzki w Dokszycach i Okręgowy w Wilnie; właściwy urząd pocztowy mieścił się w Królewszczyźnie.